# Минисламова, Анна Васильевна
Анна Васильевна Минисламова (в девичестве Малыгина; род. 3 мая 1987, Красноярск) — российская регбистка, нападающая команды «Енисей-СТМ» и сборной России по регби-7. Чемпионка Европы 2013, 2014, 2016 и 2017 годов, чемпионка Универсиады 2013 года. Мастер спорта России международного класса и Заслуженный мастер спорта России.

## Биография
В регби она пришла только в 24 года (начала тренировки в 2011 году), но при этом довольно быстро оказалась в основном составе клуба «Енисей-СТМ». В 2012 году впервые попала в сборную России по регби-7. Выиграла с ней чемпионаты Европы 2013 (занесла три попытки за весь турнир), 2014, 2016 и 2017 годов, участвовала в Кубке мира в Москве. На летней Универсиаде 2013 года как студентка Красноярского государственного аграрного университета в Казани сыграла шесть матче, занесла две попытки и стала чемпионкой Универсиады.